# NGC 95
NGC 95 este o galaxie spirală situată în constelația Peștii. A fost descoperită de către William Herschel în 18 octombrie 1784. Diametrul acestei galaxii este de aproximativ 120.000 ani-lumină, ceea ce o face puțin mai mare decât Calea Lactee. 

## Legături externe
- NGC 95 pe WikiSky
- NGC 95 pe spider.seds.org